# Иван Узунов (Куфалово)
 Тази статия е за революционера от ВМОРО.  За революционера от ВДРО вижте Иван Узунов.  
Иван Андонов Узунов е български революционер, солунски войвода от Вътрешната македоно-одринска революционна организация.

## Биография
Иван Узунов е роден в ениджевардарското село Куфалово, днес в Гърция. Присъединява се към ВМОРО и действа като селски войвода в Солунско. След войните за национално обединение на България се изселва в Несебър, където членува в Илинденската организация.